# アムリタ・ジャッシュ
アムリタ・ジャッシュ（Amrita Jash）は、インドの中国学者。現在デリー・陸軍戦争研究センターにて准研究員として就職中。中国に関する多彩な評論や政治学的な感想文の執筆者。中国中央テレビ局 (CCTV)、Observer Research FoundationやPhiladelphia Trumpet 新聞紙によく引用される評論家。Asia & the Pacific Policy Societyによって発行される研究論文誌「APSS Policy Forum」をはじめとして、Lee Kuan Yew School of Public Policy　によって発行される研究論文誌「China-India Brief」、UC San Diego School of Global Policy and Strategy　によって発行される研究論文誌「China Focus」、「E-International Relations」、「Huffington Post」、や「The Quint」などに論文が掲載された経験を持っている。

## 生い立ちと学歴
東インドのコルカタ生まれ。2009年にデリー大学・Lady Shri Ram College for Womenの学士課程を経て、2011年にジャワハル・ラール・ネール大学・国際関係学部にて修士課程を卒業し、2018年にコンダパリー・スリカーント教授の指導の下で同大学の博士課程を合格。

### 就職と実績
2017年に在デリー・陸軍戦争研究センターに准研究員として入職し、2018年後半に同組織の研究論文誌「CLAWS Journal」の編集長役を一時的に任命。2013-14年、シッキム大学・言語・文化研究学部、中国語学科にて客員教授として所属。
他の中国学者と違って、ジャッシュ博士は中国人民共和国・人民解放軍に対して、独特の考え方を発表している。2019年2月に開催されたObserver Research Foundationの Roundtableにて、人民解放軍の戦略的変化を強調し、同軍が「no more win without a fight, but fight and win」（戦わずに勝つ⇒戦って勝つ）の戦略の下で活動していると論じた。しかし、2017年の中印国境紛争は案外だった事実もあると同会議で論じたことがある。

### フェローシップ
2019年にケンブリッジ大学・政治国際関係学部にD.C. PavateFellowとして所属。

## 参照
1. ↑  “ThinkChina - Amrita Jash's Column”. www.thinkchina.sg. 2021年7月25日閲覧。
2. ↑  “Editorial Team | CLAWS Journal”. ojs.indrastra.com. 2021年7月25日閲覧。
3. ↑  Cuthbert, Andrew (2016年7月1日). “Former Visitors to POLIS” (英語). www.polis.cam.ac.uk. 2021年7月25日閲覧。